# Kosovare Asllani
Kosovare Asllani, nascida em Kristianstad, em 1989, é uma futebolista sueca, que atua como avançada (br: atacante). Atualmente (2023), joga pelo AC Milan, clube sediado na cidade de Milão em Itália. Integra a Seleção Sueca de Futebol Feminino desde 2008.

## Carreira
Kosovare Asllani integrou a  Seleção Sueca de Futebol Feminino na Copa do Mundo de Futebol Feminino de 2023, tendo a Suécia ficado em 3.º lugar, e conquistado a medalha de bronze.

## Clubes
Jogou por vários clubes:
- Linköping FC (2007-2009, 2010-2011, 2017-2019)
- Chicago Red Stars (2010)
- Kristianstads DFF (2012)
- Paris Saint-Germain FC (2012-2016)
- Manchester City (2016-2017)
- Real Madrid Femenino (2019-2022)
- AC Milan (2022-)

## Títulos
Kosovare Asllani conquistou vários títulos durante a sua carreira desportiva: 
- Campeonato Sueco de Futebol Feminino – 2009, 2017
- Copa da Suécia de Futebol Feminino - 2008 e 2009
- Supercopa da Suécia de Futebol Feminino – 2010
- Jogos Olímpicos de 2016 – Futebol feminino
- Jogos Olímpicos de 2020 – Futebol feminino
- Copa do Mundo de Futebol Feminino -  2023
- Campeonato Europeu de Futebol Feminino de 2013
- Copa do Mundo de Futebol Feminino – 2019